# Cerkiew Ikony Matki Bożej „Wszystkich Strapionych Radość” w Moskwie (Mieszczanskij)
Cerkiew Ikony Matki Bożej „Wszystkich Strapionych Radość” – prawosławna cerkiew w Moskwie, w rejonie Mieszczanskim, w dekanacie Spotkania Włodzimierskiej Ikony Matki Bożej eparchii moskiewskiej miejskiej Rosyjskiego Kościoła Prawosławnego.

## Historia
Cerkiew została zbudowana w latach 1896–1899 przy szpitalu wzniesionym przez fundację Katarzyny II, przy którym do tej pory istniała cerkiew domowa pod tym samym wezwaniem. Autorem jej projektu był Władimir Diesiatow, zaś wzniesienie budynku sfinansował fabrykant Aleksandr Kawierin. Nowa świątynia miała służyć robotnikom jego fabryki, a także upamiętniać ślub Mikołaja II z Aleksandrą Fiodorowną oraz ich koronację. 
Cerkiew została zlikwidowana po rewolucji październikowej w 1922, a wieńczące ją kopuły z krzyżami oraz dzwonnicę cerkiewną rozebrano. W 1924 budynkiem świątyni zarządzał szpital, urządzono w nim biuro ekspertyz medycyny sądowej. Rosyjski Kościół Prawosławny odzyskał obiekt w 1996, wtedy też rozpoczęto przywracanie cerkwi pierwotnego wyglądu. Nabożeństwa w obiekcie odbywają się ponownie od 1997. W 2006 odbudowano dzwonnicę świątyni. Do użytku liturgicznego do tej pory przywrócono jedynie dolny ołtarz św. Pawła.

## Architektura
Cerkiew została zbudowana w stylu rosyjsko-bizantyjskim. Pierwotnie była to budowla pięciokopułowa, dwupoziomowa: na górnej kondygnacji mieściła się główna świątynia Ikony Matki Bożej „Wszystkich Strapionych Radość”, na dolnej natomiast cerkiew św. Pawła Wyznawcy przeznaczona do nabożeństw pogrzebowych.